# Diderot Media
Diderot Media KG war ein aus dem Hörbuchbereich stammendes und primär in der digitalen Mediendistribution tätiges Unternehmen. Es wurde 1996 in Rottenburg am Neckar gegründet. Nach Verkauf des Downloadportals soforthoeren.de wurde 2011 die Geschäftstätigkeit eingestellt.

## Geschichte
Diderot Media bot zunächst Multimediaservices an und verlegte im Jahr 2001 als Diderot Verlag den Schwerpunkt auf die Produktion von Hörbüchern. Im Jahr 2004 kamen Medienservice und Verlagsarbeit im ersten deutschen Downloadportal für Hörbücher soforthoeren.de zusammen. Seit 1. Januar 2007 firmiert man unter Diderot Media, eine KG mit drei Gesellschaftern. Diderot Media gilt als Downloadpionier im B2C, B2B und B2B2C-Bereich und hat für 2008 ein Umsatzwachstum von 60 % veröffentlicht. Anfang 2011 wurde bekanntgegeben, dass die ekz über ihre Tochterfirma „4Readers GmbH & Co. KG“ die sofort-Portale der Diderot Media KG erworben hat.

### Hörbuchproduktionen
Zu den bekanntesten Hörbüchern des Verlags zählt Victor Hugos Les Misérables. Die 2003 veröffentlichte DVD mit Gert Westphal als Sprecher ist mit 56 Stunden Spielzeit laut Verlagsangaben das längste Hörbuch der Welt. Die Navigation in die 360 Kapitel des Hörbuchs erfolgt wie bei einer Film-DVD.
Neben den Hörbüchern erschien 2008 gleichsam zu Ehren des Namensgebers das vom Philosophiehistoriker Werner Raupp verfasste Diderot-Lesebuch Weiß man je, wohin man geht?

### Digitale Dienstleistungen
Seit 2007 bietet Diderot Media Händlern White-label-Portale im B2B-Bereich an. In diesem Bereich bezeichnet sich Diderot Media 2009 mit über 60 Verlags- und Händlershops als Marktführer. Für den Webauftritt von stationären Buchhandlungen hat Diderot Media in Zusammenarbeit mit dem  Barsortiment Umbreit individualisierbare Downloadshops entwickelt. Seit 2009 bietet Diderot Media Rechtegebern und Inhalteanbietern Dienstleistungen in Bereich digitaler Vertrieb (Upload, Konvertierung, Einbettung von Schutzmechanismen gegen Software-Piraterie) an.

## Auszeichnungen
- 2003 (für Victor Hugos Les Misérables) und 2007 (für Hans Magnus Enzensbergers Jakob und sein Herr) wurden  Veröffentlichungen des Verlages in die Hörbuchbestenliste des hr2 aufgenommen.
- 2005 hat der Börsenverein des Deutschen Buchhandels Diderot für die Integration der digitalen Wasserzeichen bei soforthoeren.de[7] mit dem Innovationspreis für elektronisches Publizieren AKEP-Award[8] ausgezeichnet.